# Witalis Walter
Witalis Walter (ur. 28 kwietnia 1840 w Solcu, zm. 1 grudnia 1927 w Dziećmiarkach) – polski inżynier, ziemianin, powstaniec styczniowy.

## Życiorys
Urodził się w miejscowości Solec jako syn Józefa i Elżbiety z Gintrowskich Walterów. Jako inżynier górniczy pracował w Staniszewie. Był dwukrotnie żonaty: z Olgą baronówną von Rheinbaben, a po jej śmierci z Pelagią Janczakowską. Był stryjem Witolda Waltera. Właściciel majątku Dziećmiarki i Słępowo. 
Brał udział w powstaniu styczniowym w randze podporucznika, za co był sądzony wraz ze 148 innymi osobami w procesie berlińskim w 1864 r. Został skazany na więzienie. Od 1887 członek zwyczajny Poznańskiego Towarzystwa Przyjaciół Nauk. Wieloletni członek sejmiku powiatowego w Gnieźnie oraz członek Kuratorium tamtejszej Powiatowej Kasy Oszczędności. Pochowany w rodzinnym grobowcu znajdującym się naprzeciwko kaplicy cmentarnej św. Rozalii na cmentarzu w Sławnie.